# 東部作戦管区
東部作戦管区（とうぶさくせんかんく、ウクライナ語: Оперативне командування «Схід» (ОК «Схід»）は、ウクライナ陸軍の作戦管区の一つ。ウクライナ紛争中の2015年、ドネツィク州およびルハーンシク州の部隊を統合して発足した。ドニプロペトロウシク州ドニプロに司令部を置き、ザポリージャ州、ドニプロペトロウシク州、ハルキウ州、ドネツィク州、ルハーンシク州の防衛を担任する。

## 編制

東部作戦管区の担任地域

東部作戦管区の編制は以下のとおりとなる。
- 第3独立戦車旅団（フメリニツキー州ヤルモリンツィ（英語版））
- 第17独立戦車旅団（ドニプロペトロウシク州クルィヴィーイ・リーフ）
- 第23独立機械化旅団（ドネツィク州ポクロウシク）
- 第43独立機械化旅団（ドニプロペトロウシク州ドニプロ）
- 第53独立機械化旅団（ルハーンシク州セヴェロドネツィク）
- 第54独立機械化旅団（ドネツィク州バフムート）
- 第92独立強襲旅団（ハルキウ州クルギノ・バシキロフカ（ウクライナ語版））
- 第93独立機械化旅団（ドニプロペトロウシク州チェルカッシィ（英語版））
- 第47独立砲兵旅団（ハルキウ州ハルキウ）
- 第55独立砲兵旅団（ザポリージャ州ザポリージャ）
- 第1039独立高射ミサイル連隊（ウクライナ語版）（ドニプロペトロウシク州グヴァルディスコエ（英語版））
- 第121独立通信連隊（ウクライナ語版）（ドニプロペトロウシク州チェルカッシィ）
- 第91独立支援連隊（スームィ州アフトゥイルカ）
- 第532独立修理連隊（ウクライナ語版）（ドニプロペトロウシク州チェルカッシィ）
- 第74独立偵察大隊（ドニプロペトロウシク州チェルカッシィ）
- 第129独立偵察大隊（ウクライナ語版）（ドネツィク州ニコルスケ（英語版））
- 第502独立電子戦大隊（ウクライナ語版）（ドニプロペトロウシク州チェルカッシィ）
- 第133独立防護支援大隊（ドニプロペトロウシク州ドニプロ）
- 第78独立補給大隊（ウクライナ語版）（ドニプロペトロウシク州クルィヴィーイ・リーフ）
- 第188指揮情報センター（ドニプロペトロウシク州ドニプロ）
- 第108独立領土防衛旅団（ドニプロペトロウシク州）
- 第109独立領土防衛旅団（ドネツィク州）
- 第110独立領土防衛旅団（ザポリージャ州）
- 第111独立領土防衛旅団（ルハーンシク州）
- 第113独立領土防衛旅団（ハルキウ州）
- 第127独立領土防衛旅団（ハルキウ州ハルキウ）
- 第128独立領土防衛旅団（ドニプロペトロウシク州ドニプロ）
- 第129独立領土防衛旅団（ドニプロペトロウシク州クルィヴィーイ・リーフ）

## 歴代司令官
| 代 | 氏名                         | 階級 | 在任期間               |
| -- | ---------------------------- | ---- | ---------------------- |
| 1  | セルヒイ・ナエフ             | 中将 | 2015年 - 2017年        |
| 2  | オレクサンドル・クラスヌーク | 中将 | 2017年 - 2019年        |
| 3  | オレクサンドル・ネステレンコ | 少将 | 2019年7月18日 - 2021年 |
| 4  | オレグ・ミカッツ             | 少将 | 2021年8月9日 -         |